# Namibiocyon
A Namibiocyon az emlősök (Mammalia) osztályának ragadozók (Carnivora) rendjébe, ezen belül a fosszilis medvekutyafélék (Amphicyonidae) családjába és az Amphicyoninae alcsaládjába tartozó nem.

## Tudnivalók
A Namibiocyon nemzetséget eredetileg a Ysengrinia egyik fajaként, Y. ginsburgi néven nevezték el, a fajnév Léonard Ginsburg francia geológus tiszteletére. Egy 2022-ben közzétett tanulmány azonban kimutatta, hogy az Y. ginsburgi generikusan különbözik az Ysengrinia típusfajtól, ami a Namibiocyon név felállításához vezetett az Y. ginsburgi számára.